# 李沁芯
李沁芯（英語：Ivy Li，1989年6月13日—），艺名李单单，曾參與2008國際中華小姐競選。前香港無綫電視基本藝人合約女藝員及TVB娱乐新闻台国语主播。

## 简历
李沁芯于贵州铜仁出生，毕业于貴州省銅仁第一中學和北京师范大学珠海分校艺术与传播学院。在校期间曾参加2007珠江小姐竞选，获得总冠军。2008年参与中华小姐竞选，进入前十强。2010年前往香港发展，并加入无线电视担任娱乐节目主持，同年入行配音，并发展至今。
2014年3月21日，李沁芯在“无线配音组仝人联欢暨颁奖典礼”上获得国语组杰出表现新人奖。

## 個人生活
2017年4月，李沁心宣布與交往四年的富二代男友，鍾劍皓（Daniel）訂婚並於當天入紙申請結婚。同年6月11日，兩人於香港麗思卡爾頓酒店完婚。2020年2月9日，李沁心宣布兩人將於7月迎來第一名孩子，同年7月，李沁心產下長女。2022年李沁心產下次女。

## 演出作品

### 電視劇（無綫電視）
- 2014年：《愛我請留言》飾 内地相亲节目嘉宾
- 2014年：《我們的天空》飾 内地毕业生（第6集）、内地学员（第12集）
- 2016年：《潮流教主》飾 言靜
- 2016年：《愛·回家之八時入席》飾 武珞丹（第77、112、113、136集）
- 2016年：《巨輪II》飾 新聞報導員（第14集）
- 2017年：《與諜同謀》飾 遊客（第19集）
- 2017年：《心理追兇 Mind Hunter》飾 何佩瑩
- 2018年：《是咁的，法官閣下》飾 旁聽（第11集）、Daniel友（第20集）
- 2018年：《愛·回家之開心速遞》飾 阿里山姑娘（第458集）

### 節目（TVB8）
- 香港可以這樣玩 鐵路篇